# Еремейки
Еремейки — деревня в Торжокском районе Тверской области. Входит в состав Мошковского сельского поселения.

## История
В 1853 году деревня Еремеева Мошковской волости Новоторжского уезда имела 12 дворов.
В 1914 году деревня Еремеево входила в Загорский приход.
До 1995 года деревня входила в состав Булатниковского сельсовета Торжокского района.
До 2005 года деревня входила в Булатниковский сельский округ.

## Население
| 2010 |
| ---- |
| 11   |